# West Island
West Island – miejscowość na wyspie o tej samej nazwie, nieoficjalna stolica australijskiego terytorium zależnego Wyspy Kokosowe. Wyspy Kokosowe oficjalnie nie posiadają stolicy, siedzibą australijskiego administratora wysp jest Canberra – stolica Australii. Na West Island znajdują się biura australijskiej administracji terytorium. Miejscowość zamieszkana jest przez ok. 220 osób – głównie pracowników z Australii pozostających tu na kilkuletnich kontraktach.